# Niedertaufkirchen

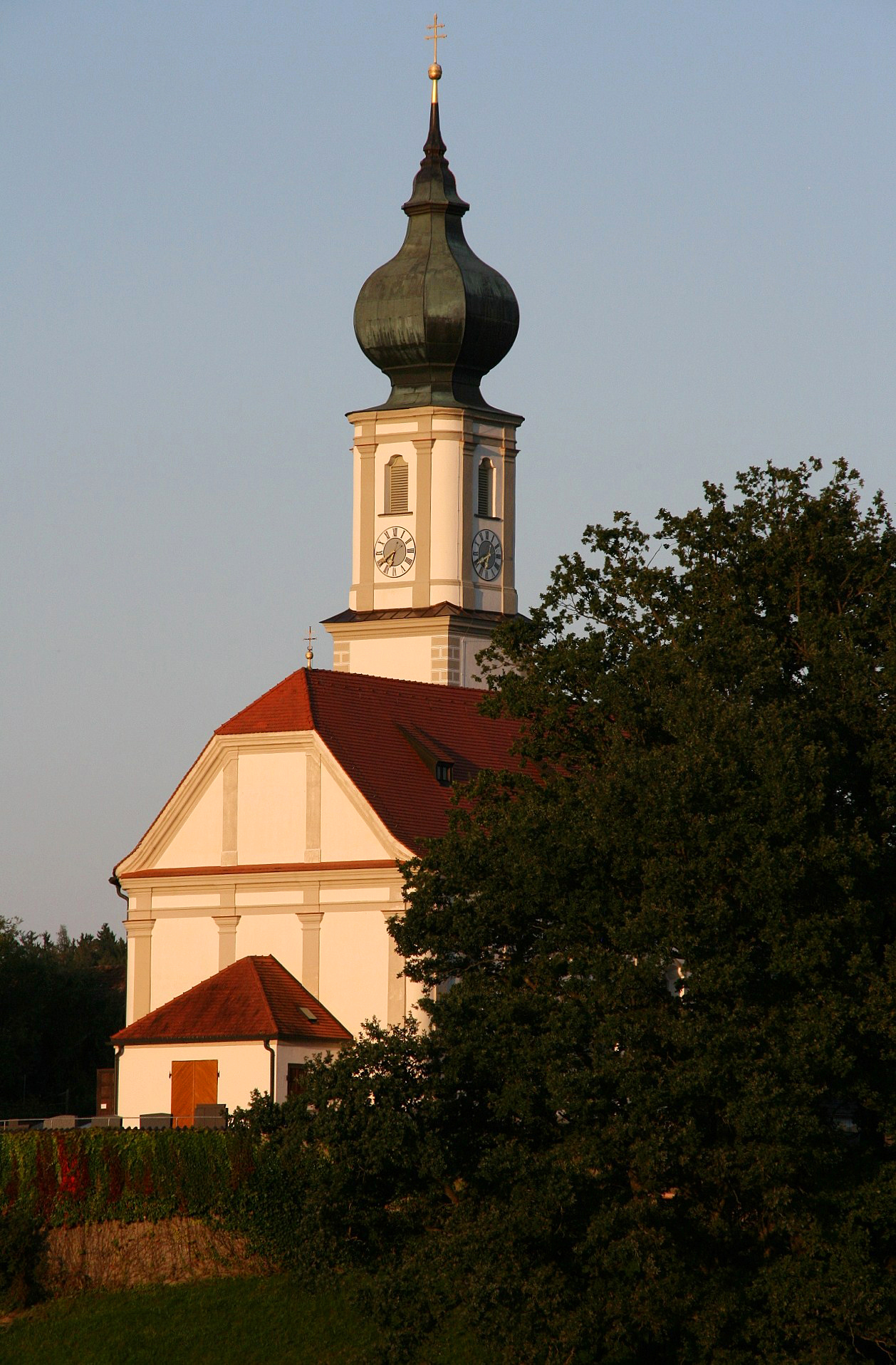
Kirche St. Martin, Niedertaufkirchen

Niedertaufkirchen ist eine Gemeinde im oberbayerischen Landkreis Mühldorf am Inn.

## Geographie

### Geographische Lage
Die Gemeinde liegt in der Region Südostoberbayern im tertiären Hügelland zwischen den Talniederungen von Rott und Isen rund fünf Kilometer südlich von Neumarkt-Sankt Veit und zwölf Kilometer nördlich der Kreisstadt Mühldorf. Durch das ländlich geprägte Gemeindegebiet verläuft in Nord-Süd-Richtung die Bundesstraße 299.

### Gemeindegliederung
Es gibt 62 Gemeindeteile:
- Albing
- Arbing
- Bergmaier
- Brandlhub
- Eckeröd
- Eckersbach
- Eggerding
- Engelbrechting
- Feuereck
- Fränking
- Freiling
- Furth
- Ganglfing
- Giglberg
- Giglöd
- Hafenöd
- Haunertsholzen
- Hausleiten
- Hellsberg
- Hierading
- Hilling
- Hinteralbing
- Hintergrub
- Hinterthann
- Hofern
- Hohenbuchbach
- Hundham
- Jakobshub
- Jepolding
- Kager
- Kleinthalham
- Lanzenthal
- Leiten
- Leoprechting
- Linner
- Loh
- Lossing
- Maisöd
- Naglöd
- Neuberg
- Neuburg
- Niedertaufkirchen
- Oberarbing
- Oberscherm
- Oberstraß
- Pirket
- Ranerding
- Reit
- Römersberg
- Romöd
- Roßbach
- Schanöd
- Schwareit
- Stetten
- Thal
- Thann
- Unterarbing
- Unterscherm
- Weiperding
- Winkl
- Wipping
- Zerlöd

Es gibt die Gemarkungen Niedertaufkirchen und Roßbach.

## Geschichte

### Bis zur Gemeindegründung
Für den Ortsteil Haunertsholzen ist schon um 788 der Bestand einer salzburgischen Kirche belegt. Über viele Jahrhunderte bis zur Säkularisation 1802 war der Grundherr das Erzstift Salzburg und dessen Vogtgericht Mühldorf (Unteramt Altmühldorf, Obmannschaft Niedertaufkirchen). Niedertaufkirchen gehörte gleichwohl zum Rentamt Landshut und zum Landgericht Neumarkt des Kurfürstentums Bayern. Im Zuge der Verwaltungsreformen in Bayern entstand mit dem Gemeindeedikt von 1818 die heutige Gemeinde.

### Eingemeindungen
Im Zuge der Gebietsreform in Bayern wurde am 1. Mai 1978 wurde die Gemeinde Roßbach eingegliedert.

### Einwohnerentwicklung
Zwischen 1988 und 2018 wuchs die Gemeinde von 1097 auf 1426 um 329 Einwohner bzw. um 30 %.
- 1961: 1181 Einwohner
- 1970: 1188 Einwohner
- 1987: 1083 Einwohner
- 1991: 1121 Einwohner
- 1995: 1204 Einwohner
- 2000: 1267 Einwohner
- 2005: 1346 Einwohner
- 2010: 1316 Einwohner
- 2015: 1339 Einwohner

## Politik

### Verwaltung
Die Gemeinde ist Mitglied der Verwaltungsgemeinschaft Rohrbach.

### Gemeinderat
Die Gemeinderatswahl 2020 ergab folgende Sitzverteilung:
- Freie Wählergemeinschaft Niedertaufkirchen/Freie Wählergemeinschaft Roßbach (FWGN/FWGR): zehn Sitze
- Bündnis 90/Die Grünen: zwei Sitze

### Bürgermeister
Erster Bürgermeister ist Sebastian Winkler (Freie Wählergemeinschaft Niedertaufkirchen/Freie Wählergemeinschaft Roßbach).

### Wappen
| Wappen der Gemeinde Niedertaufkirchen | Blasonierung: „Geteilt von Gold und Rot; oben ein wachsender, rot bewehrter schwarzer Löwe, unten ein silberner Balken, der mit einem schwarzen Schwert belegt ist.“ |
| Wappen der Gemeinde Niedertaufkirchen | Wappenführung seit 1983 |

## Baudenkmäler
- St. Martin, katholische Pfarrkirche in Niedertaufkirchen
- St. Ägidius, katholische Pfarrkirche in Roßbach
- Schloss Hellsberg: Erhalten sind der spätgotische Palas (errichtet 1520) und die frühgotische, z. T. barockisierte Schlosskapelle St. Michael.

## Wirtschaft und Bildung
Es gab 2013 102 sozialversicherungspflichtige Arbeitsplätze in der Gemeinde, davon elf in Land- und Forstwirtschaft, 44 im produzierenden Gewerbe, 16 im Bereich Handel, Verkehr, Gastgewerbe und 31 im Dienstleistungsbereich. Von den Einwohnern standen 505 in einem sozialversicherungspflichtigen Arbeitsverhältnis. Die Zahl der Auspendler überwog somit um 403 Personen.
Im Jahr 2010 wurden 58 landwirtschaftliche Betriebe gezählt. Im Jahr 2013 waren von der Gemeindefläche 1985 Hektar landwirtschaftlich genutzt, das sind 74,4 %. 
In der Gemeinde gibt es eine Kindertageseinrichtung mit 51 Plätzen, sie wurde 2014 von 38 Kindern besucht.